# 赤身的少年人

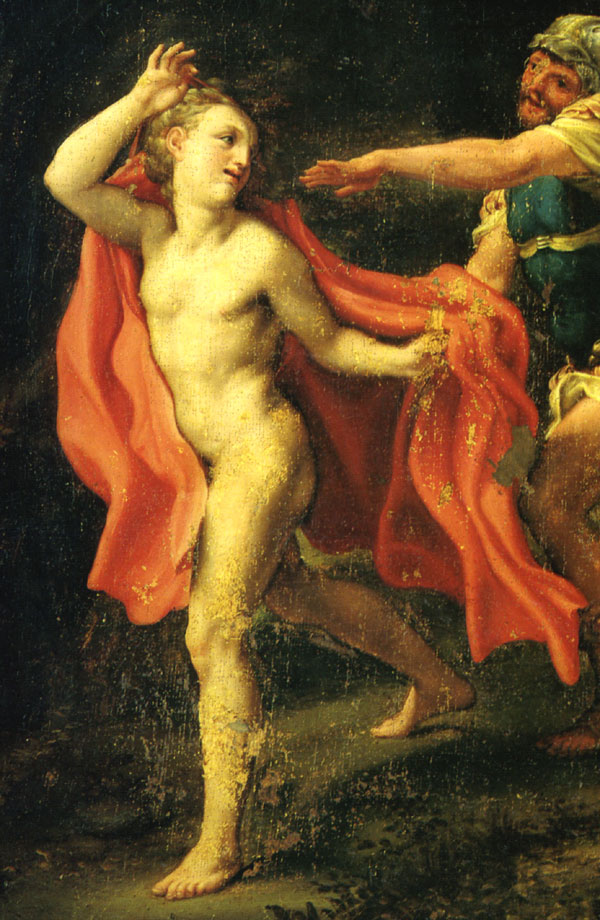
安东尼奥·达·科雷吉奥畫作《基督的背叛》，一名士兵追捕马可，約1522年

赤身的少年人是马可福音中简短提到的一个身份不明的人物，出现于耶稣在客西马尼园被捕并门徒逃跑后：
有一个少年人，赤身披着一块麻布，跟随耶稣。众人就捉拿他。他却丢了麻布，赤身逃走了。——马可福音第14章51-52节
其他正典福音书中的平行记载没有提及这一事件。
穿着单块衣服（希臘語：σινδόνα）不会是不雅或与众不同的，并且有许多古老的记载表明这种衣服很容易松脱，尤其是在突然运动的情况下。 

## 身份
自古以来，就有很多人猜测这个年轻人的身份。他可能是：
- 只是碰巧在那里的另一个人。
- 公义者雅各
- 耶稣所爱的门徒（约翰）
- 马可本人
- 拉撒路
- 约瑟的预表

许多人认为这一事件与马可福音后来的一节经文有关：“她们进了坟墓，看见一个少年人坐在右边，穿着白袍。”作为「年轻人」的词（νεανίσκος）马可福音只在这两处出现过。 
据推测，这个少年人可能起源于马可福音写作之前的受难故事。在这样一份早期文件中，他的匿名可能会保护此人免受官方迫害。 
英国哲学家杰里米·本特汉姆（Jeremy Bentham）认为，穿亚麻布的男孩可能是一名男性性工作者，而耶稣愿意与这样的人为伍，表明耶稣并不支持禁欲主义。 